# Galeopsis angustifolia
Galeopsis ladanum var. angustifolia là một loài thực vật có hoa trong họ Hoa môi. Loài này được Ehrh. ex Hoffm. mô tả khoa học đầu tiên năm 1795.

## Hình ảnh

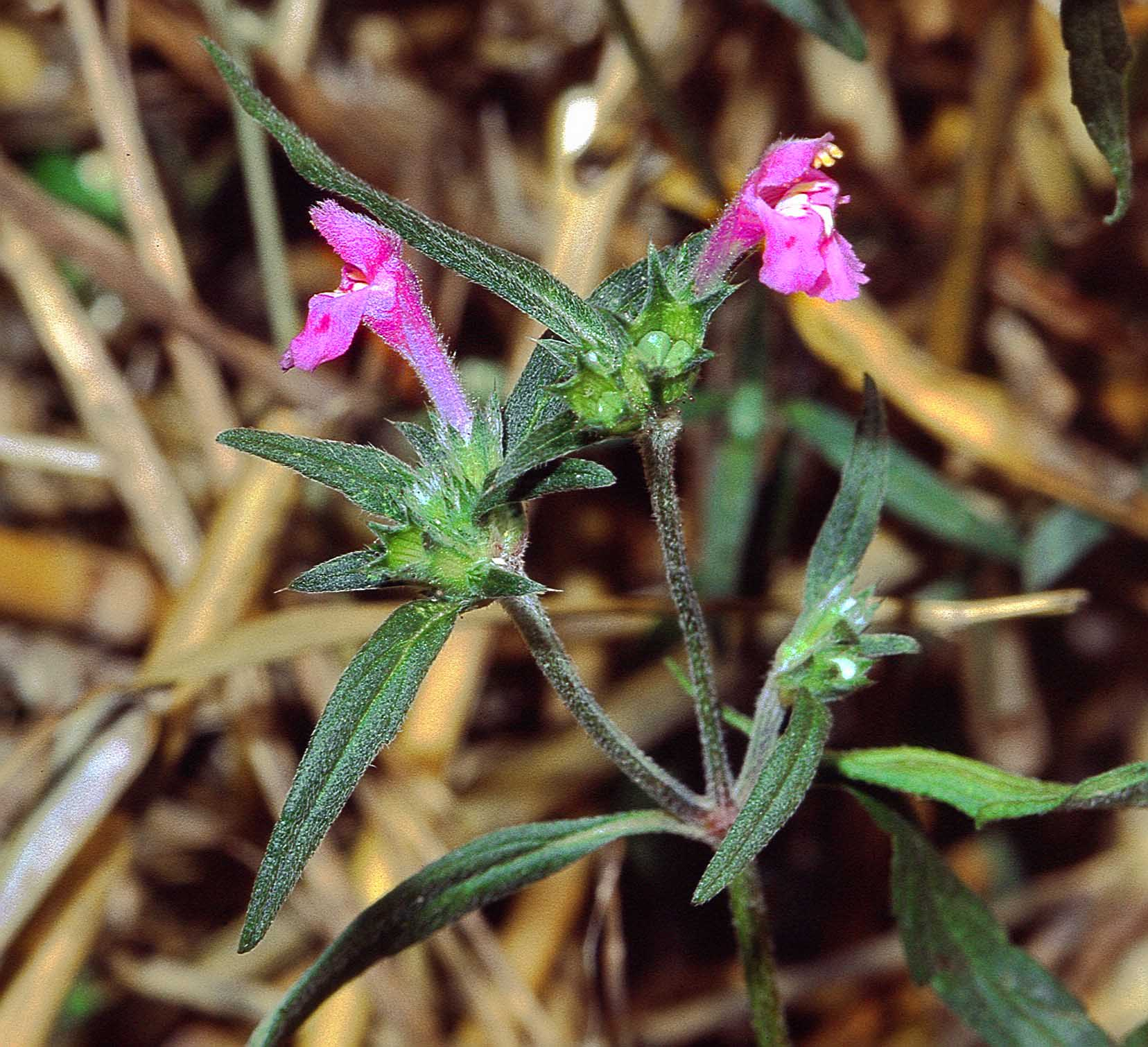
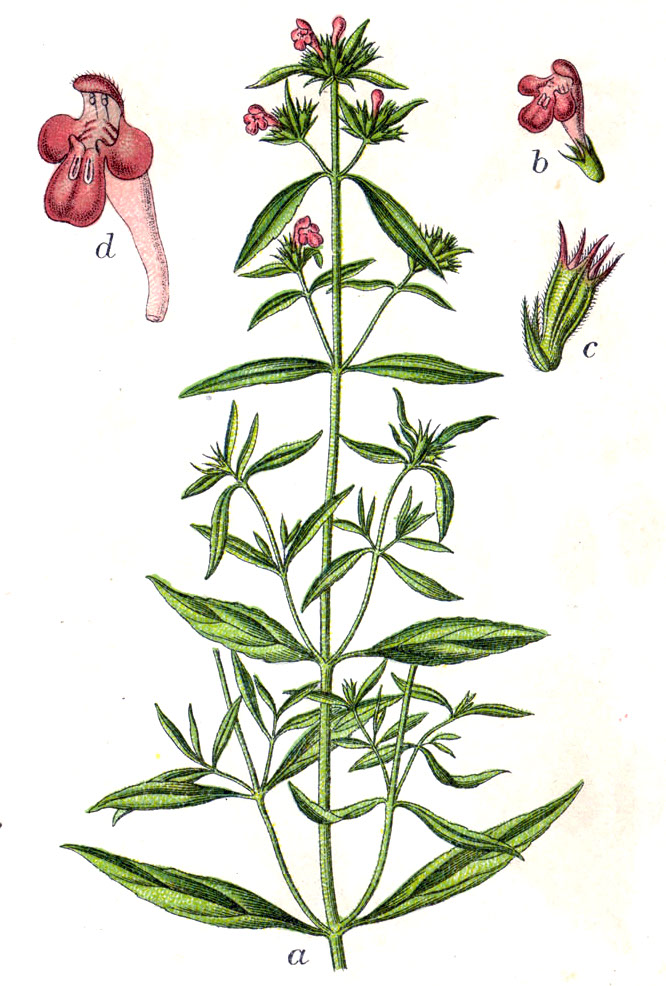
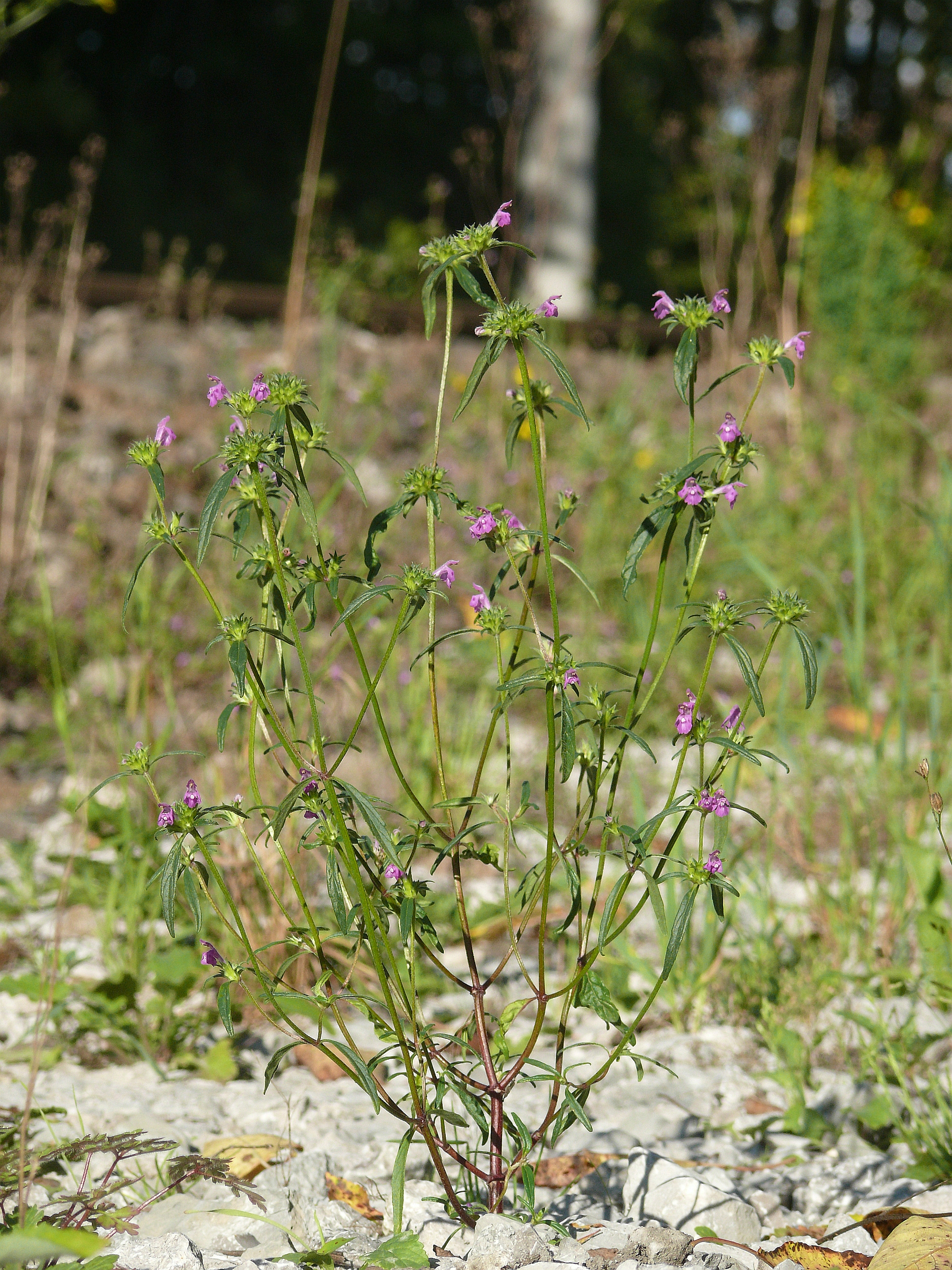
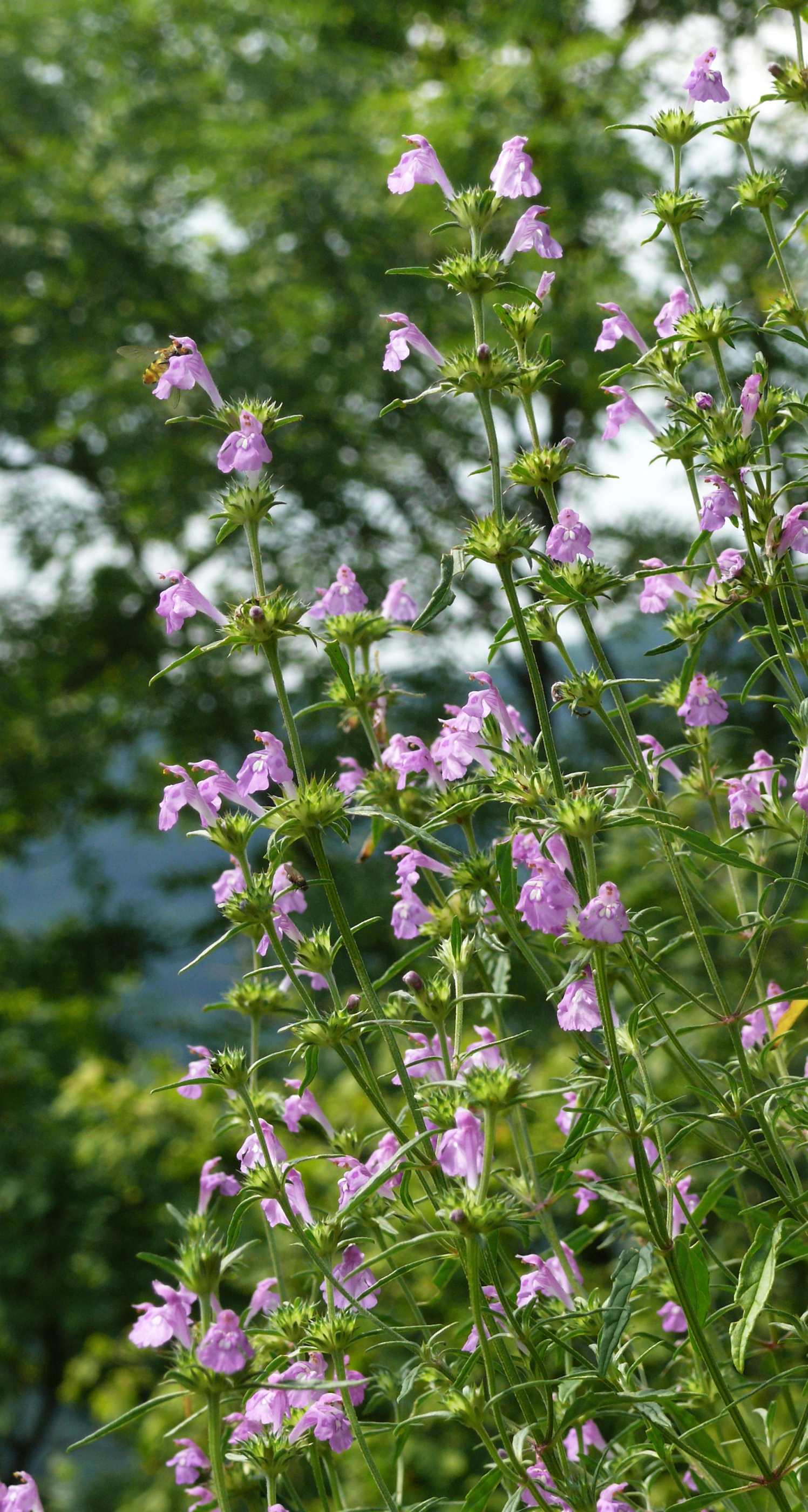